# Земноводни
Земноводните (Amphibia, от старогръцки: amphi, „двоен“, и bios, „живот“) са клас студенокръвни животни, включващ всички четириноги, които нямат амниотични яйца (около 6000 съществуващи и днес вида). Повечето земноводни прекарват част от живота си на сушата, но не са приспособени за изцяло сухоземен живот. В своето развитие претърпяват метаморфоза от ларви, дишащи с хриле, към възрастни, дишащи с бели дробове, на които им израстват и крайници и променят формата на тялото. Изключение от това правило правят протеите, които през целия си живот запазват ювенилните си органи и форми. Днес амфибиите са известни с три подкласа Anura (жаби), Caudata (саламандри и тритони) и Gymnophiona (безкраки змиеподобни земноводни разпространени в тропическите райони). Повечето снасят яйца във водата, подобно на своите предшественици рибите. Науката, която изучава амфибиите се нарича батрахология.
Земноводните представляват екологичен индикатор за степента на замърсяване на околната среда, като в наши дни числеността им драматично се съкращава в целия свят. Много видове достигат до ръба на изчезване, а други са безвъзвратно изгубени.
Земноводните се появяват през девон и се превръщат във върховни хищници през карбон и перм. Много еволюционни линии от тези представители обаче изчезват в периода на масовото измиране перм-триас. В периода на триас представителите на семейство Metoposauridae се превръщат във висшите хищници, но с настъпването на засушаване през ранна юра всички те измират. От този период продължават да се развиват представителите на гигантските Temnospondyli като Koolasuchus и предците на съвременните Lissamphibia.

## Разпространение и местообитания
Земноводните са разпространени почти в целия свят. Те се срещат на всички континенти, с изключение на Антарктида, въпреки че и там са открити фосили, показващи, че и там в миналото са живели земноводни. Земноводните не се срещат на много от изолираните острови в океаните. Разпространението на безкраките е главно в екваториалните области на Южна Америка, Африка и Югоизточна Азия, а опашатите обитават всички континенти, с изключение на Океания и Антарктида, макар че разпространението им в Африка е много ограничено. От трите съвременни разреда земноводни най-широко разпространение имат жабите – единствените по-значими области, в които не се срещат, са Арктика, Антарктика, южната част на Нова Зеландия и пустинните райони във вътрешността на Арабския полуостров и Сахара.
Въпреки че земноводните предпочитат влажните екваториални и тропически местообитания и в тези области разнообразието им е най-голямо, те обитават и различни други местности. Могат да бъдат открити дори в пустини, пещери, субполярни мочурища. Макар че някои видове могат да оцелеят в солена вода (изчезналите днес трематозаври са приспособени за живот в морето) всички съвременни земноводни са сладководни.

## Морфология и физиология

### Общи характеристики
За разлика от другите четирикраки, земноводните нямат шия и главата им е свързана направо с тялото. Те имат очи с горен и долен клепач, ноздри снабдени с клапи, ушни отвори и околоушни слюнчени жлези. Тялото може да завършва или да не завършва с опашка. При безкраките и опашатите земноводни опашката се запазва през целия живот, докато жабите нямат опашка в зрялата си форма. В задната част на тялото се намира отвор (клоака), използван при храносмилането, отделянето и размножаването. Тялото е обвито с мека, влажна и слузеста кожа.

### Скелет
Земноводните имат плосък череп и скелет, който често е редуциран. Така например, повечето видове, най-вече много жаби, нямат същински ребра. Докато жабите имат от 5 до 9 гръдни прешлена, при саламандрите броят им е между 30 и 100. Тези разлики са свързани и с размера на животните – някои видове жаби имат дължина под 1 cm, а гигантския саламандър достига 1,5 m. При земноводните, които имат зъби те са малки и без корени, прикрепени към челюстта или небцето и постоянно се обновяват.

#### Гръбначен стълб
Гръбначният стълб се дели на 4 дяла: шиен, трупен, кръстцов и опашен. Гръбначните прешлени варират от 7 при жабите до 200 при безкраките земноводни. Шийният прешлен е само един, наречен атлас, осигуряващ движение на главата нагоре и надолу. Към трупните прешлени се залавят ребра, които липсват при безопашатите земноводни. Ребрата не достигат гръдната кост и не образуват гръден кош. Кръстният прешлен е един и той осъществява връзката с тазовия пояс. При безопашатите земноводни опашните прешлени са слети в една кост наречена уростил.

#### Череп
При ларвите черепът е хрущялен, а при възрастните постепенно вкостенява, но въпреки това се запазват хрущялни участъци. Зъби има по горната, долната челюст и небцето. При много видове липсват.

#### Поясчета и крайници
Чифтните крайници представляват система от лостове, свързани подвижно. Предният пояс се състои от лопатка, ключица и коракоид. При опашатите земноводни ключицата липсва, а при безкраките поясчетата не са развити. При безопашатите земноводни лъчевата и лакетната кост са сраснали. Задното поясче е съставено от тазова, седалищна и хрущялна срамна кост.

### Мускулатура
Във връзка с появата на крайници и движението по сушата по-голямата част от мускулатурата губи своя метамерен строеж и се диференцира в мускулни комплекси. Тя се дели на мускулатура на тялото и крайниците. Мускулните групи обезпечават сложните движения на крайниците. За главата са заловени повдигащи и отпускащи мускули. При опашатите земноводни са добре развити и мускулите на опашката. Засилва се специализацията и на мускулите на езика и глътката. При жабите мускулите достигат до 350 броя.

### Кожа
Кожата е съставена от многослоен епидермис и дерма. При ларвите епидермиса е еднослоен или двуслоен. Най-външният вроговен слой на епидермиса периодично се сменя. Процесът на тази смяна се нарича линеене. Дермата е богата на кръвоносни съдове. Една от причините за това е, че при земноводните е силно застъпен процеса на кожно дишане. Върху кожата на земноводните се отделя влажен слузест секрет, който я покрива равномерно, предпазва я от изсъхване и осигурява кислород и въглероден диоксид. Около 60% от дишането на земноводните е чрез кожата, а останалите 40% е чрез белите дробове. Освен малки слузести жлези, в кожата има и по-големи отровни жлези. При обитателите на по-сухи места секретът засъхва в плътна ципа, която възпрепятства загубата на вода чрез изпарение. Пигментни клетки в кожата определят и цвета на тялото.

### Дишане
Осъществява се чрез бял дроб, хриле и кожа. Белият дроб е двуделен – ляв и десен и съставен от торбички с алвеоли и капиляри. Поради липсата на гръден кош и дори ребра, при някои вдишването става посредством гълтане на въздуха през устата. Издишването става благодарение на еластичността на белия дроб. Ларвите и възрастните, които живеят във водата, дишат с хриле и кожа.

### Кръвообращение
Кръвоносната система е усложнена в сравнение с предходните низши класове гръбначни животни. За първи път се появяват голям и малък кръг на кръвообращение. Малкият кръг включва движението на кръвта от сърцето до белодробно-кожните артерии и от белодробните вени до лявото предсърдие. В големия кръг кръвта се движи от аортата през артериите до всички тъкани. От тях се връща по вените до дясното предсърдие. Сърцето е еднокамерно, обвито в околосърцева торбичка наречена перикард. Поради наличието на две предсърдия и една камера кръвта се смесва в камерата. Тази възможност се предотвратява до известна степен поради наличието на гъбести структури с прегради в камерата и сложната кръвоносна система. Кръвоносната система на ларвите е близка до тази на рибите.
Земноводните имат развит далак, който е кръвотворен орган и депо за кръв. Червеният костен мозък в тръбестите кости също има кръвотворна функция. Еритроцитите са примитивни, големи клетки с ядра и елипсовидна форма. Лимфната система е добре развита и се състои от големи лимфни кухини под кожата. Някои от лимфните съдове могат да пулсират и се наричат лимфни сърца.

### Храносмилателна система
Храносмилателната система е по-усложнена от тази на рибите. В устата се отварят слюнчени жлези, чиито секрет не съдържа ензими, а служи само за овлажняване на храната. В предната част на устната кухина се намират вътрешните отвори на ноздрите – хоани. В задната част се отварят Евстахиевите тръби, осъществяващи връзката към вътрешното ухо. При мъжките жаби на много видове в гънките на устата са развити еластични кожни торбички, наречени резонатори. Те са свързани с устната кухина и усилват звука при квакането.
През глътката и хранопровода храната попада в стомаха. Червата са триделни – дванадесетопръстник, тънко черво и право черво. В дванадесетопръстника се изливат секретите на жлъчката и панкреаса. Черният дроб е триделен. Земноводните се хранят предимно с животинска храна. Само ларвите на някои видове са растителноядни.

### Ендокринна система
Ендокринната система носи белезите на тази при висшите гръбначни. Щитовидната жлеза е разположена в областта на гръкляна. Участва в регулацията на метафорфозата. За първи път се появяват околощитовидни жлези. Хипофизата се намира върху междинния мозък. Има три дяла, като най-активен от тях е предният, а меланофоростимулиращият хормон на средния дял определя цвета на кожата. Задният дял регулира оводняването на кожата и отделянето на урина. Развити са и панкреасът, надбъбречните и половите жлези.

### Отделяне
Отделянето при ларвите е от най-простия тип – пронефрос. През метаморфозата образуванията изчезват и се заменят от първични бъбреци от тип мезонефрос. От всеки бъбрек започва пикочопровод, наречен Волфов канал. Двата пикочопровода се отварят отделно в клоаката. През кожата също се излъчват отпадни вещества.

### Нервна система
При земноводните настъпва съществено изменение на главния мозък. Състои се от две полукълба със самостоятелни празнини. По повърхността на полукълбата има струпвания на нервни клетки, наречени първичен мозъчен ствол. От главния мозък излизат 10 чифта нерви. Гръбначният мозък е също добре развит. При опашатите земноводни достига до края на опашката и има много разклонения. При безопашатите е къс и от него излизат 10 чифта нерви. В областта на чифтните крайници има съответни издувания – раменно и поясно. Симпатиковата нервна система, която инервира вътрешните органи е добре развита.

### Сетивни органи
Страничната линия е останала като наследство от рибите при ларвите и възрастните представители, които водят основно воден живот. При сухоземните представители сетивните органи са разпръснати по цялото тяло с особена концентрация в областта на главата. Очите на земноводните са пригодени за водна среда, притежават два клепача и мигателна ципа, която да овлажнява роговицата. Лещата е по-изпъкнала от тази на рибите. Земноводните реагират само на движещи се обекти. Под водата звуковите вълни се приемат от повърхността на тялото и посредством венозната и лимфната система се прехвърлят към вътрешното ухо. При земноводните се появява и средно ухо, което усилва звуковите вълни. Външният отвор на главата е затворен от тъпанчева мембрана. Обонянието е също добре развито. При вдишване въздухът навлиза през хоаните, преминава през обонятелните пътища, постлани с обонятелен епител. От тях излиза обонятелен нерв.

### Полова система
Тестисите са заловени за гръбната повърхност на телесната празнина. От тях започват семенните каналчета, продължават към бъбрека и се вливат във Волфовия канал. От тази си част той изпълнява роля на пикочопровод и семенен канал. По-надолу има образувание, наречено семенно мехурче. Тук временно се съхраняват сперматозоидите. Женските полови органи при безопашатите са с гроздовидна структура, при безкраките са пластинковидни, а при опашатите са кухи торбички. Около яйчника има мастни депа, които са необходими при формирането на яйцата. Яйцепроводите се наричат Мюлерови канали. В предната си част те се отварят в телесната празнина близо до яйчника. Задната част се отваря в клоаката. Преминавайки през канала яйцата се обвиват в слузеста обвивка, която във водата набъбва. В крайните отдели на яйцепровода яйцата при някои видове жаби се свързват в шнурове или на купчинки. Тук при живородните саламандри се излюпват малките.
Няма развит специализиран копулационен орган. Оплождането е външно. Мъжките обхващат женските през средата на тялото и отделят сперматозоидите едновременно с отделянето на яйцата. При тритоните мъжкия отделя сперматофор на дъното на водоема. Женската сама го приема с клоаката си. При някои саламандри мъжкият притиска клоаката си до тази на женската и отделя сперматофор. При безкраките земноводни клоаката може да се обръща и изхвърля навън, така че да се превърне в копулационен орган. В тези случаи оплождането е вътрешно.

### Токсичност
Някои видове от земноводните се класифицират сред най-отровните гръбначни животни. Първенци в това отношение са жабите от семейство Дърволази. Отровата, която отделят кожните жлези на земноводните, съдържа бактерицидни вещества. Абсолютен първенец по степен на отровност (след змиите) е обитаващата тропическите гори на Колумбия, дребната едва 2 – 3 cm, жаба кокоа. Нейният кожен секрет съдържа батрахотоксин. От кожата на тази жаба местните индианци извличат отрова за своите стрели. Една жаба е достатъчна за 50 стрели. Едва 2 mg пречистена отрова от друг южноамерикански вид жаба Phyllobates terribilis са достатъчни да убият човек. Единственият естествен враг в природата на тази жаба е неголямата змия Leimadophis epinephelus, която се храни с млади жабки.

## Поведение
При земноводните начинът на живот е толкова различен, колкото са и различни морфологичните типове и местообитанията на видовете. Някои от тях са дневни, други нощни, а трети са активни през нощта и деня. Съществуват също значителни различия в социалното поведение. Някои земноводни живеят сами, а други са стадни и живеят в групи. Много видове земноводни са отровни. По-голямата част от тях използват отровата като пасивен защитен механизъм и само някои видове саламандри могат да я използват целенасочено при ловуване.

## Размножаване
За своето размножаване повечето земноводни се нуждаят от вода. Няколко вида могат да използват водоеми със слабосолена вода, но повечето са зависими от наличието на водоеми с прясна вода. Много от земноводните проявяват грижи за снесените яйца. Едни приготвят специфични за яйцата гнезда, а мъжките на жабата-акушерка навиват шнура с яйцата около задните си крака и го носят докато се излюпи. Женската на суринамската жаба пипа (Pipa pipa) снася яйцата на гърба си. Мъжкият ги опложда и втрива в кожата на партньорката си. Кожата по гърба на женската се втвърдява и образува камерка, в която се развива яйцето. Женската на вида Rhinoderma darwinii снася яйцата си на земята. Мъжкият ги опложда и поема с уста. Яйцата остават в резонатора и се срастват с него. Излюпените ларвички обменят газове, хранителни вещества и отпадни продукти с бащата. След приключване на метаморфозата малките напускат убежището си. При малко видове се наблюдава яйцеживораждане.
Развитието на земноводните е свързано със сложна метаморфоза. Поповите лъжички имат смукало пред все още неотворения устен отвор, имат хриле и зачатък на опашка. Първоначално ларвата се храни от жълтъка на яйцето. Устното смукало служи за прикрепване към растенията, откъдето първоначално се хранят. След отварянето на устата се оформя устен диск с множество зъбчета. С тях ларвата откъсва или остъргва храната. Бързо нараства и опашката, която, освен че осигурява движението, участва и при дишането, благодарение на гъста капилярна мрежа. Постепенно се появяват зачатъци на крайници, отварят се хоаните, развива се бял дроб, кръвоносната система се преустройва, развиват се бъбреците. Оформят се прешлените на гръбначния стълб, черепът нараства. В един от последните етапи хрилете изчезват, а хрилните цепнатини се затварят.
Основните промени при метаморфозата са:
- Образуване на четири крака
- Хрилете са заменени от бял дроб
- Кожата се променя и се появяват жлези, за да се избегне дехидратацията
- Появяват се клепачи на очите
- Появява се тъпанче на ушите
- При жабите изчезва опашката

Няколкостотин вида жаби, главно във влажните тропични гори, са развили форма на размножаване, независима от наличието на водоеми. От яйцата им се излюпват умалени подобия на възрастните, като се избягва метаморфозата. При опашатите земноводни излюпената ларва е добре развита. Още на следващия ден се отварят устата и хрилните цепнатини.
Продължителността на ларвното развитие се влияе от външната среда и може да продължи повече от година. Пример за такова е развитието на честновницата в северните части на ареала ѝ. Има и случаи на полово размножаване на ларвите (неотения). Например ларвите на тигровата амбистома в тропическите води бързо нарастват до 8 cm в дължина, метаморфозират и напускат водата. В студени води те нарастват до 25 cm без да метаморфозират, в тях се развиват полови жлези и се размножават.

## Опазване
От 1980-те сме свидетели на значителен спад в числеността и видовото разнообразие на амфибиите по света, което се характеризира с рязък спад на числеността и масови измирания на индивиди. През 1993 г. числеността на повече от 500 вида жаби и саламандри от пет континента показа спад. Заплахата над земноводните засяга хиляди видове във всички видове екосистеми, като този факт е обезпокоителен и бележи една от най-важните заплахи за биоразнообразието в световен план.
Масовото изчезване и спад на популациите на амфибиите се дължи на глобални причини. Сред причините са: увеличаване на ултравиолетовите лъчи, достигащи до повърхността на Земята (поради отслабването на озоновия слой), поява на нови хищници в екосистемите (привнесени, инвазивни видове), загуба на местообитания и фрагментацията им, отровена околна среда и киселинност, поява на болести, промяна на климата, както и съчетанието на повече от един от гореизброените фактори.

## Земноводните и хората
Земноводните са част от историята на човечеството. От древни времена хората консумират месото на дребните животни, използват тяхната отрова за лов или в магически ритуали. Земноводните са използвани в традиционната медицина на много култури. Дори и днес те привличат интереса на медицината като опитни животни. По същия начин хората оказват значително влияние върху повечето земноводни. Благодарение на хората много видове са разширили своя ареал на разпространение, като са били въведени в нови за тях местообитания. Въпреки това при по-голяма част от видовете популаците се намаляват благодарение на лов и разрушаване на местообитания от хората. Много от земноводните са изчезнали от пряка или непряка човешка дейност.
Много от земноводните днес се отглеждат в терариуми в домашни условия като домашни любимци. Сред най-често разпространените видове са представителите от родовете Hymenochirus, Ceratophrys и Dendrobates, жабите Bombina orientalis, Litoria caerulea, Hyla cinerea и Xenopus laevis. Сред опашатите земноводни е широко разпространен видът аксолотъл.

## Систематика и еволюционна история

### История
Земноводните съществуват от появата на четириногите през девонския период преди 390 милиона години, когато стават първите четирикраки, развили бял дроб. През следващия карбонски период те започват да ходят по сушата, за да избегнат конкуренцията и хищниците във водата, което същевременно им позволява да се преместват от един водоем в друг.
Земноводните остават доминиращата група животни на сушата в продължение на 75 милиона години. В хода на тяхната история, размерите им варират от дългата 90 cm ихтиостега през девона и дългият 1,50 m ериопс през пермския период до съществуващите и днес Brachycephalus didactylus и Eleutherodactylus iberia, чиято дължина е 9,6 – 9,8 mm. Земноводните са усвоили оцеляването в почти всеки климат на Земята, от най-горещите пустини до замръзналите полярни райони, и с лекота са се адаптирали към климатичните промени.

### Класификация
Традиционно към земноводните се причисляват всички неамниотични четириноги. Днес тази класификация е спорна, тъй като съществуващите земноводни от подклас Lissamphibia са по-близки до днешните влечуги, птици и бозайници, отколкото до изчезналите подкласове Labyrinthodontia (парафилетичен таксон) и Lepospondyli. По тази причина понякога земноводните се ограничават само до подклас Lissamphibia.
Днешните земноводни от подклас Lissamphibia се разделят на три разреда:
- Разред Безопашати земноводни (Anura): 5228 вида жаби;
- Разред Опашати земноводни (Caudata или Urodela): 552 вида саламандри;
- Разред Безкраки земноводни (Gymnophiona или Apoda): 171 вида подобни на червеи подземни животни, срещащи се в тропическите области.

Изследователите спорят дали Salientia е надразред, включващ разред Anura, или Anura е подразред на разред Salientia. Salientia включва освен представителите на Anura само един вид протожаба от триаса – Triadobatrachus massinoti. По практически съображение преобладава първата възможност за класифициране.